# Tribunal Regional Eleitoral de Pernambuco
O Tribunal Regional Eleitoral de Pernambuco (TRE-PE) é a segunda instância do Poder Judiciário, em sua competência eleitoral, no estado brasileiro de Pernambuco.

## Histórico
O TRE-PE foi instalado em 2 de agosto de 1932, tendo sido reinstalado em 4 de junho de 1945.

## Funcionamento
São órgãos da Justiça Eleitoral: o Tribunal Superior Eleitoral, os Tribunais Regionais Eleitorais, os Juízes Eleitorais e as Juntas Eleitorais, conforme o o art. 118 da Constituição Federal de 1988. A Constituição também determina, em seu art. 120, que haverá um Tribunal Regional Eleitoral na Capital de cada Estado e no Distrito Federal.